# José Leandro Andrade
José Leandro Andrade (* 1. Oktober, nach anderen Quellen 20. oder 22. November 1901 in Salto; † 4. Oktober, nach anderen Quellen 5. Oktober 1957 in Montevideo) war ein uruguayischer Fußballspieler.
La Maravilla Negra (deutsch: „Das schwarze Wunder“) war einer der ersten Weltstars – und der erste schwarze – des internationalen Fußballs. Andrade gilt als bester Fußballer der 1920er Jahre, manchen Quellen zufolge sogar der ersten Hälfte des 20. Jahrhunderts. Er gewann mit Uruguay 1924 und 1928 die Olympischen Spiele und 1930 die erste Fußball-Weltmeisterschaft.

## Jugend
José Leandro Andrade wurde im Jahr 1901 in Salto, einer Stadt im armen Nordwesten Uruguays, geboren. Bei seinem Vater soll es sich um einen aus Brasilien geflohenen ehemaligen Sklaven handeln. Als Jugendlicher zog Andrade zu einer Tante nach Montevideo und lebte im Stadtviertel Palermo, dem Zentrum karnevalistischer Aktivitäten. Andrade verdiente seinen Lebensunterhalt als Schuhputzer, Zeitungsverkäufer und Straßenmusiker. Er führte die Tanzgruppe Los Pobres Negros Cubanos („Die armen kubanischen Schwarzen“) an und galt als Meister des Nationaltanzes Candombe, der ihm den Namen „König des Karnevals“ einbrachte.

## Vereinskarriere
Neben seiner Leidenschaft für die Musik war Andrade ein begeisterter Fußballspieler. Zu Beginn seiner Karriere spielte er bis 1920 für den Club Atlético Peñarol. Von dort führte sein Weg über Miramar Misiones zum Club Atlético Bella Vista. 1922 unterschrieb er dort einen Vertrag. 1925 wechselte er zu Nacional Montevideo, einem der größten Vereine des Landes. Meisterschaften blieben ihm jedoch versagt.
Im damaligen 2-3-5-System (2 Verteidiger, 3 Läufer, 5 Stürmer) übernahm er als „Rechter Läufer“ die Rolle, die man heute den Mittelfeldregisseur nennt. Er führte Regie und choreografierte das Spiel wie ein Ballett. Außergewöhnlich beweglich, spielte er fast körperlos. Andrade soll den Scherenschlag erfunden haben, Fallrückzieher und Flugkopfball beherrschte er perfekt.
1932 wurde die uruguayische Liga in eine Profiliga umgewandelt. Andrade kehrte bereits 1931 zum Lokalrivalen Peñarol Montevideo zurück, für den er laut Luciano Álvarez bis 1932 spielte. Nach anderen Quellen soll er mit den Aurinegros 1935 endlich seine erste und einzige nationale Meisterschaft gefeiert haben. Danach spielte er noch kurze Zeit in Argentinien, ehe er seine Karriere 1937 beendete.

## Karriere in der Nationalmannschaft

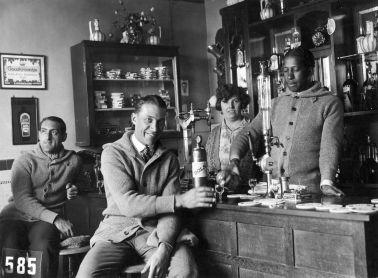
Andrade in Amsterdam, 1928

Der Ausnahmekönner wurde bald in die uruguayische Nationalmannschaft („Celeste“) berufen und machte am 23. Juni 1923 beim 0:0 gegen Argentinien sein erstes Länderspiel. Im selben Jahr gewann er bei der Copa América seinen ersten Titel mit der „Celeste“.
1924 fuhr Andrade mit dem Team Uruguays nach Europa, um in Paris an den Olympischen Spielen teilzunehmen. Bis dato hatten viele Europäer noch nie einen Schwarzen gesehen, geschweige denn Fußball spielend. Andrade war der einzige Schwarze des Turniers, was Aufsehen erregte. Im ersten Spiel wurde die damals beste Mannschaft Europas, Jugoslawien, mit 7:0 entzaubert. Die Südamerikaner gewannen nach fünf Spielen mit 20:2 Treffern die Goldmedaille und waren der europäischen Konkurrenz läuferisch, taktisch und technisch klar überlegen. Andrade gelang unter anderem das erste bekannte Solotor, als er gegen Frankreich sieben Gegner über 75 Meter ausspielte und sein Schuss ins Tor traf. Ein deutscher Fußball-Korrespondent schrieb damals in bestem Kolonialherrendeutsch: „Bei den Läufern vertrat ein waschechter Neger namens Andrade eine exotische Note mit seiner Couleur. Aber der Mann kann mehr. Ein zielbewussteres, taktisch vollendeteres Spiel lässt sich kaum denken. Sein fabelhaftes Können rief spontan Beifall hervor. Der lange Andrade fällt durch sein bevorzugtes Kopfballspiel auf. Die Neger scheinen Schädel wie Kokosnüsse zu haben.“ Uruguay war Olympiasieger und Andrade ein Star.
Nach diesem Sieg und dem Gewinn der Goldmedaille blieb Andrade noch einige Monate in Paris, lebte dort und genoss die „goldenen Zwanziger“. Er tingelte singend und tanzend durch Nachtclubs, Bars und Cafés an der Seine, ein Jahr bevor Josephine Baker unglaubliche Erfolge in der Stadt feierte. Dass er schwarz war, spielte keine Rolle. Wohlhabende Familien legten Wert darauf, ihn als Klavierstimmer ins Haus zu holen. Zurück in Südamerika gewann Uruguay auch die Copa América 1924, doch Andrade kam nicht zum Einsatz.
1926 folgte ein weiterer Sieg bei der Südamerika-Meisterschaft. Hier hatte Andrade so groß aufgespielt, dass er zum besten Spieler des Turniers gewählt wurde.
Bei den Olympischen Spielen 1928 in Amsterdam holte Uruguay wieder die Goldmedaille. Andrade hatte zunächst die Mitreise verweigert, so dass an seiner Stelle Eduardo Martínez nominiert wurde. Kurz bevor das Schiff jedoch ablegte, entschied sich Andrade um und fuhr mit nach Europa. Nach zwei dramatischen Endspielen gegen den Nachbarn Argentinien (das erste Spiel endete 1:1 nach Verlängerung) wurde Uruguay zum zweiten Mal Olympiasieger. Andrade konnte in den Finalspielen nicht mitwirken, da er sich im Halbfinale gegen Italien eine Augenverletzung zugezogen hatte, als er gegen den Torpfosten prallte. Trotzdem galt Andrade als der Star der Mannschaft.
Die Erfolge bei den Spielen sorgten unter anderem auch dafür, dass Uruguay die erste Fußball-Weltmeisterschaft 1930 austragen durfte. Hier erreichte die „Celeste“ erneut das Finale. In Montevideo traf man wieder auf Argentinien: Andrade schoss zwar kein Tor, dirigierte aber seine Mannschaft und führte sie zum Weltmeistertitel. Das WM-Finale am 30. Juli 1930 war Andrades letztes Länderspiel, danach erklärte er seinen Rücktritt.
Insgesamt absolvierte Andrade von seinem Debüt am 24. Juni 1923 bis zu seinem letzten Einsatz am 30. Juli 1930 34 Länderspiele für die uruguayische Auswahl. Dabei erzielte er einen Treffer.

## Nach der Karriere
Andrade liebte den Erfolg, die Show und den Ruhm. Nach seiner aktiven Karriere ging er wieder nach Paris. Hier führte er ein ausschweifendes Leben und feierte Feste. Sein Privatleben litt unter seinen Eskapaden und zwei Ehen gingen in die Brüche. Als die Finanzen knapp wurden, verkaufte er zunächst seine Medaillen, später dann alles, was er besaß, und zog als mittelloser Bettler durch die Pariser Straßen.
Der deutsche Journalist Fritz Hack spürte den von seinen Landsleuten vergessenen Fußballstar im Herbst 1956, ein Jahr vor dessen Tod, nach sechstägiger Suche in einem Armenhaus in Montevideo auf. Der durch die Augenverletzung bei Olympia 1928 einseitig erblindete Andrade war dem Alkoholismus verfallen und konnte den Fragen des Journalisten nicht mehr folgen, die Antworten gab die Schwester eines damaligen Olympiasiegers.
José Leandro Andrade starb schließlich an Tuberkulose und in völliger Armut am 4. oder 5. Oktober 1957 im Armenhaus Pineyro del Campo.

## Nachruf
„Sein Leben mutet beinahe an, als habe man dafür eigens den Begriff des Klischees erfunden: Armer Neger aus dem Hafenviertel wird berühmt in der weiten Welt, kehrt gefeiert zurück, fällt dem Suff und der Armut anheim und stirbt ohne einen Centavo im Armenhaus“, heißt es über Andrade in Dieter Reibers Nachschlagewerk Jahrhundert-Fußball im Fußball-Jahrhundert.
Etliche Chronisten glauben, dass Andrade ein Megastar und reich geworden wäre, wäre er 40 Jahre später geboren worden. So aber bleibt er, wie die Frankfurter Allgemeine Zeitung schrieb, „eine vergessene Gestalt aus ferner Fußballzeit, von deren Kunst nur ein paar unscharfe Standbilder und einige schwärmerische Beschreibungen übrig geblieben sind.“
Andrade war die erste „schwarze Perle“ des internationalen Fußballs, laut Weltverband der Fußballhistoriker und Statistiker (IFFHS) „der weltbeste Spieler der ersten Hälfte des 20. Jahrhunderts“. Allerdings gehen die Meinungen diesbezüglich auseinander. Die französische Sportzeitung L’Équipe versah in einer solchen Rangliste seinen Nationalmannschaftskollegen Héctor Scarone mit dieser Auszeichnung.
Bei der Weltmeisterschaft 1950 trat sein Neffe Víctor Rodríguez Andrade in die Fußstapfen seines Onkels und holte zum zweiten Mal den WM-Titel nach Uruguay.

## Erfolge
- Weltmeister: 1930
- Olympiasieger: 1924, 1928
- Copa América: 1923, 1924 (ohne Einsatz), 1926
- Uruguayischer Meister: 1935